# Nycteus falsus
Nycteus falsus är en skalbaggsart som beskrevs av Vit 1999. Nycteus falsus ingår i släktet Nycteus och familjen platthöftbaggar. Inga underarter finns listade i Catalogue of Life.